# Лав (окръг)
Вижте пояснителната страница за други значения на Лав.
Окръг Лав (на английски: Love County) е окръг в щата Оклахома, Съединени американски щати. Площта му е 1378 km², а населението – 8831 души (2000). Административен център е град Мариета.